# Dancing Drums
A Dancing Drums Badmarsh & Shri első albuma. Az albumot Badmarsh, DJ készítette a Liquid Sky kiadó számára Shri, indiai tabla dobossal és basszusgitárossal együtt. Az album az indiai instrumentális hangzás és a nyugati breakbeat ötvözete. Szólózenészként Badmarsh általában hiperaktív breakbeat ritmust játszik és a dzsungel baljóslatú hangulatát festi meg, de ebben az albumban megmaradt a mérsékelt tempóknál, miközben Shri nagyszerű melodikus basszusjátékot és virtuóz tabla ritmust ad elő. Az albumon felcsendül Tina Grace énekes hangja a The Air I Breathe című számban, az album többi része azonban instrumentális.

## Számok
1. "Dancing Drums"
2. "Asian Detective"
3. "Gharana"
4. "130 Steps"
5. "Air I Breathe"
6. "Lament"
7. "Mathar"
8. "Parallel Crossing"
9. "Interlude"
10. "Disturbed Synapses"
11. "Salsa Gharana"[2]